# Afrička stříbrnopruhá
Afrička stříbrnopruhá, také afrička stříbropruhá (Afrixalus fornasini) je žába z čeledi rákosničkovití (Hyperoliidae) a rodu afrička (Afrixalus). Druh popsal Giovanni Giuseppe Bianconi roku 1849 a je známo několik vědeckých synonym: Afrixalus fornasini fornasini, Afrixalus fornasini loveridgei, Afrixalus fornasini unicolor a Afrixalus fornasinii.

## Výskyt
Vyskytuje se od Keni až po Jihoafrickou republiku, obývá například Malawi či Mosambik, přičemž ji lze najít v řadě chráněných oblastí. Žije na vlhkých savanách, v křovinatých oblastech, sušších lesích a dalších podobných stanovištích, a to až do nadmořské výšky 1 300 m.

## Popis
Jedná se o velký druh měřící 3 až 4 cm. Zbarvení je tmavé, přes tělo se táhnou stříbřité pruhy. V severní části areálu výskytu lze objevit i populace jednotně stříbrné. Samcům se navíc vyvíjejí černé nerovnosti na hlavě, hřbetě, horní ploše končetin a kolem kloaky. Holeně jsou z vrchní strany zabarveny bíle. Na prstech mají žáby lepivé polštářky, pomocí kterých se mohou zachytit, přičemž váhu těla může udržet pouze jeden prst.
Druh vydává hlasité, pomalé a nízké volání, které je obecně podobné kvákání ostatních afriček. Aktivní je během noci. Rozmnožování probíhá ve stojatých vodách. Samice klade vajíčka na listy ve výšce asi 1 m od vodní hladiny. Vylíhnutý pulec měří okolo 6,5 cm. Konzumuje bezobratlé žijící ve vodním prostředí, podobně jako dospělé žáby, které se mimoto přiživí i na vajíčcích jiných žab.

## Ohrožení
Mezinárodní svaz ochrany přírody považuje tuto žábu za málo dotčenou. Ohrožení sice může pramenit s postupující urbanizací, vysycháním a odvodňováním rozmnožovacích lokalit, pěstováním cukrové třtiny či odlovem z volné přírody za účelem prodeje, ale tyto hrozby nejsou považovány za příliš vážné.